# Покомоке (река)
Покомоке е река в щата Мериленд, САЩ.
Простира се на около 66 мили (106км) от южен Делауеър до югоизточната част на Мериленд в САЩ. Устието на реката е по същество ръкав на залива Чесапийк, докато горната част на реката тече през поредица от относително недостъпни блата под името Грейт Сайпрес Суомп. Тя е най-източната река, която се влива в Чесапийкския залив. Покомоке традиционно се превежда като „тъмна (черна) вода“ от местните жители, което идва от алгонкинските езици и произлиза от думата за „разсичащ (или пробиващ) земята“ и най-вероятно се отнася до земеделските практики на местните хора от племето покомоке.

## Описание
Реката се образува от няколко ръкава в южната част на окръг Съсекс, Делауеър. От там тя тече на юг в Мериленд като образува границата между окръзите Уикомико и Уорчестър и преминава през блата, които са наречени по името на реката. При Портърс Кросинг тя завива на югозапад като се разширява бавно и образува меандри, и преминава покрай града Сноу Хил, а след това през Покомоке Ривър Форест и накрая през Покомоке Ривър Стейт Парк. Преминавайки покрай Покомок Сити, тя се влива в Покомок Саунд на залива Чесапийк, на границата между Мериленд и Вирджиния.
В нея се влива Насауанго Крийк от северозапад, на около 1 миля (1.6 км) югозападно от Сноу Хил и Дивидинг Крийк от север на около 1 миля североизточно от град Покомок Сити.
Покомоке е известна като „живописната“ река на щата Мериленд.

## История
През 1635 година устието на реката е сцена на първата записана битка в Северна Америка между британците. Спорът е между компанията Вирджиния и Лорд Балтимор, управител на колонията Мериленд, за правото на владение на остров Кент, намиращ се в устието на река Честър. Спорът е окончателно решен с победа на колонистите от Мериленд.
През колониалната епоха различни поселения са изградени покрай реката, някои от които стават градчета, а други са изоставени с намаляване на водния транспорт.
През 1785 г., след години на спорове по отношение на риболова в Покомок Саунд и Покомоке Ривър, Мериленд и Вирджиния сключват споразумение, с което се регулира риболова в района, и са определени общи и безплатни водни пътища, и водените наказателни дела един срещу друг между гражданите трябва да бъдат прекратени.
През 1913 г., за да се гарантира по-добра навигация, устието на реката преминава под управлението на Американския армейски корпус на инженерите.
През 1990те наличието на патогенни микроорганизми в долното течение на реката, може би Pfiesteria piscicida, води до масово измиране на рибата и заболяване на рибарите по реката. Болестта води до проблеми с дишането и загуба на паметта. В резултат на това долното течение на река Покомоке и Покомок Саунд са затворени за риболов, каране на лодки и плуване. Предполага се, че тези микроорганизми са появяват в реката и залива, заради повишените концентрации на органични отпадъци.